# Nati nel 1934/Novembre
| Questa pagina contiene informazioni ricavate automaticamente dalle voci biografiche con l'ausilio del template Bio e di un bot. L'aggiornamento è periodico e automatico e ricostruisce completamente la pagina. Se manca una persona in questa lista, sei pregato di non aggiungerla, ma accertati piuttosto che la sua voce biografica contenga il template Bio e che i dati anagrafici siano correttamente compilati. Se il template Bio manca, inseriscilo tu stesso o, in alternativa, metti l'avviso {{tmp\|Bio}} che ne segnala la mancanza. Se i dati riportati sono sbagliati, correggi direttamente la voce biografica; le modifiche saranno visibili in questa lista entro pochi giorni. Per chiarimenti vedi il progetto biografie. La lista contiene solo le 194 persone che sono citate nell'enciclopedia e per le quali è stato implementato correttamente il template Bio. Pagina aggiornata al 18 ago 2025. |

- 1º novembre - Umberto Agnelli, imprenditore, dirigente sportivo e politico italiano († 2004)
- 1º novembre - Krali Bimbalov, lottatore bulgaro († 1988)
- 1º novembre - Nicky Gargano, pugile britannico († 2016)
- 1º novembre - Francesco Gervasio, politico italiano († 2005)
- 1º novembre - Raymond Mastrotto, ciclista su strada francese († 1984)
- 1º novembre - Klaus Richtzenhain, mezzofondista tedesco († 2025)
- 1º novembre - Giuseppe Setaro, traduttore, musicista e cantante italiano († 2014)
- 2 novembre - Renzo Bergamo, pittore italiano († 2004)
- 2 novembre - Enrique Collar, ex calciatore spagnolo
- 2 novembre - Birutė Kalėdienė, ex giavellottista sovietica
- 2 novembre - Ken Rosewall, ex tennista australiano
- 2 novembre - Angelo Stucchi, ex calciatore italiano
- 2 novembre - Gerhard Thurow, pilota motociclistico tedesco († 1976)
- 3 novembre - Raul Donazar Calvet, calciatore brasiliano († 2008)
- 3 novembre - Max Forster, ex bobbista svizzero
- 3 novembre - Bob Hopkins, cestista e allenatore di pallacanestro statunitense († 2015)
- 3 novembre - Zdeňka Moutelíková, ex cestista cecoslovacca
- 3 novembre - Ted Risenhoover, politico statunitense († 2006)
- 3 novembre - Olghina di Robilant, giornalista e scrittrice italiana († 2021)
- 4 novembre - Tommy Abbott, ballerino, coreografo e attore statunitense († 1987)
- 4 novembre - Xavier Albó, gesuita, antropologo e funzionario spagnolo († 2023)
- 4 novembre - Vittorio Amuso, mafioso statunitense
- 4 novembre - Marilena Ansaldi, danzatrice, coreografa e attrice brasiliana († 2021)
- 4 novembre - Carlo Lorenzetti, scultore italiano
- 4 novembre - Miroslav Ondříček, direttore della fotografia cecoslovacco († 2015)
- 4 novembre - Bo Widén, ex cestista svedese
- 5 novembre - Victor Argo, attore statunitense († 2004)
- 5 novembre - Bobby Burke, ex calciatore nordirlandese
- 5 novembre - Benito Cocchi, arcivescovo cattolico italiano († 2016)
- 5 novembre - Pino Di Modugno, musicista italiano
- 5 novembre - Kjell Hallbing, scrittore norvegese († 2004)
- 5 novembre - Kira Muratova, regista cinematografica e sceneggiatrice moldava († 2018)
- 6 novembre - Shoutir Kishore Chatterjee, statistico indiano († 2024)
- 6 novembre - Emanuil Gjaurov, cestista bulgaro († 2015)
- 6 novembre - Miroslav Koranda, canottiere cecoslovacco († 2008)
- 7 novembre - Sadiq Jalal Al-Azm, filosofo siriano († 2016)
- 7 novembre - Guglielmo Costantini, calciatore e allenatore di calcio italiano († 2016)
- 7 novembre - Adrien Duvillard, sciatore alpino francese († 2017)
- 7 novembre - Mel Hopkins, calciatore gallese († 2010)
- 7 novembre - Michel Motti, fumettista e illustratore francese († 2009)
- 8 novembre - Hans Antonsson, lottatore svedese († 2021)
- 8 novembre - Giorgio Canestri, politico italiano († 2022)
- 8 novembre - Jacqueline Cator, cestista francese († 2021)
- 8 novembre - Madeleine Cator, cestista francese († 2004)
- 8 novembre - Lothar Milde, ex discobolo tedesco
- 8 novembre - Eladio Rojas, calciatore cileno († 1991)
- 9 novembre - Juan Luis Buñuel, regista e sceneggiatore francese († 2017)
- 9 novembre - Ingvar Carlsson, politico svedese
- 9 novembre - Mario Castellazzi, calciatore e allenatore di calcio italiano († 2018)
- 9 novembre - Silvia Echagüe, cestista cilena († 1999)
- 9 novembre - Hamilton Green, politico guyanese
- 9 novembre - Ronald Harwood, sceneggiatore, scrittore e drammaturgo sudafricano († 2020)
- 9 novembre - Shulamit Lapid, scrittrice, drammaturga e traduttrice israeliana
- 9 novembre - Robert Michael Lewis, regista e produttore cinematografico statunitense
- 9 novembre - Carl Sagan, astronomo, divulgatore scientifico e autore di fantascienza statunitense († 1996)
- 9 novembre - Dominique Schnapper, sociologa e politologa francese
- 9 novembre - Thierry de Brunhoff, pianista francese
- 10 novembre - Lucien Bianchi, pilota automobilistico e copilota di rally italiano († 1969)
- 10 novembre - Clio Maria Bittoni, avvocata italiana († 2024)
- 10 novembre - Joanna Moore, attrice statunitense († 1997)
- 10 novembre - Giuseppe Marchetti, critico letterario e giornalista italiano († 2021)
- 10 novembre - Giuseppe Occhiato, storico e scrittore italiano († 2010)
- 11 novembre - Antonio Amato, canottiere italiano († 2021)
- 11 novembre - Elżbieta Krzesińska, lunghista polacca († 2015)
- 11 novembre - Enrico Lucchini, batterista italiano († 1999)
- 11 novembre - Paula Myers-Pope, tuffatrice statunitense († 1995)
- 11 novembre - John Reilly, attore statunitense († 2021)
- 11 novembre - Nadine Trintignant, regista e sceneggiatrice francese
- 12 novembre - Hans-Georg Kiupel, calciatore tedesco orientale († 2018)
- 12 novembre - Jean-Claude Lecante, ciclista su strada francese
- 12 novembre - Charles Manson, criminale statunitense († 2017)
- 12 novembre - Jacobo Morales, attore, scrittore e poeta portoricano
- 12 novembre - Joanna Olczak Ronikier, scrittrice polacca
- 12 novembre - R.C. Owens, giocatore di football americano e cestista statunitense († 2012)
- 12 novembre - Fides Romanin, fondista italiana († 2019)
- 12 novembre - Leonid Štejn, scacchista sovietico († 1973)
- 12 novembre - Vavá, calciatore e allenatore di calcio brasiliano († 2002)
- 13 novembre - Peter Arnett, giornalista neozelandese
- 13 novembre - Ettore Falconieri, musicista e batterista italiano († 2019)
- 13 novembre - Jimmy Fontana, cantante, compositore e attore italiano († 2013)
- 13 novembre - Heinz Lemanczyk, ex calciatore tedesco orientale
- 13 novembre - Garry Marshall, regista, attore e sceneggiatore statunitense († 2016)
- 13 novembre - Rollie Massimino, allenatore di pallacanestro statunitense († 2017)
- 13 novembre - Walter Moraes, giurista brasiliano († 1997)
- 14 novembre - Franco Battistelli, storico e bibliotecario italiano († 2020)
- 14 novembre - Carlo De Benedetti, imprenditore, dirigente d'azienda e editore italiano
- 14 novembre - Dave Mackay, calciatore e allenatore di calcio scozzese († 2015)
- 14 novembre - Ellis Marsalis, pianista e musicista statunitense († 2020)
- 15 novembre - Martin Bangemann, politico tedesco († 2022)
- 15 novembre - Joanna Barnes, attrice statunitense († 2022)
- 15 novembre - Krikor Bedros XX Ghabroyan, patriarca cattolico armeno († 2021)
- 15 novembre - Giovanni Ghiselli, velocista italiano († 1997)
- 15 novembre - Vito Vittorio Lenoci, politico italiano († 1978)
- 15 novembre - Ilva Niño, attrice brasiliana († 2024)
- 16 novembre - Franco Aloisi, fumettista e doppiatore italiano
- 16 novembre - Emanuel Attard, calciatore maltese († 2002)
- 16 novembre - Pietro Fabris, politico italiano († 2022)
- 16 novembre - Stanislava Hubálková, cestista cecoslovacca († 2013)
- 16 novembre - Felton Jarvis, produttore discografico statunitense († 1981)
- 16 novembre - Vitilio Masiello, italianista, critico letterario e politico italiano († 2018)
- 16 novembre - Jo Helen White, cestista e allenatrice di pallacanestro statunitense († 2021)
- 16 novembre - Luciano De Simon, matematico italiano († 2002)
- 17 novembre - Oscar Valero Cruz, arcivescovo cattolico filippino († 2020)
- 17 novembre - Alan Curtis, clavicembalista, musicologo e direttore d'orchestra statunitense († 2015)
- 17 novembre - Bob Harvey, contrabbassista statunitense († 2025)
- 17 novembre - Jim Inhofe, politico statunitense († 2024)
- 17 novembre - John Kramer, calciatore danese († 1994)
- 17 novembre - Terry Long, calciatore e allenatore di calcio inglese († 2021)
- 17 novembre - Terry Rand, cestista statunitense († 2014)
- 17 novembre - Jacqueline Schweitzer, cantante, compositrice e attrice francese
- 18 novembre - Furio Arrasich, fumettista italiano
- 18 novembre - Tina De Paolis, cantante italiana
- 18 novembre - Zequinha, calciatore brasiliano († 2009)
- 19 novembre - Billy Atkins, giocatore di football americano statunitense († 1991)
- 19 novembre - Roland Ducke, calciatore tedesco orientale († 2005)
- 19 novembre - Milan Dvořák, calciatore cecoslovacco († 2022)
- 19 novembre - Paul Glass, compositore e pedagogo statunitense
- 19 novembre - Kurt Hamrin, calciatore e allenatore di calcio svedese († 2024)
- 19 novembre - Valentin Koz'mič Ivanov, allenatore di calcio e calciatore sovietico († 2011)
- 19 novembre - Giuseppe Lo Curzio, politico italiano
- 20 novembre - Sergio Barletta, fumettista e illustratore italiano
- 20 novembre - Peter Gunby, allenatore di calcio e calciatore inglese († 2022)
- 20 novembre - Paco Ibáñez, chitarrista, cantante e compositore spagnolo
- 20 novembre - Gino Leurini, attore italiano († 2014)
- 20 novembre - Josef Marx, calciatore tedesco († 2008)
- 20 novembre - Enrico Mazzucchi, calciatore italiano († 2010)
- 20 novembre - Jimmy Millar, calciatore scozzese († 2022)
- 20 novembre - Lev Abramovič Polugaevskij, scacchista sovietico († 1995)
- 21 novembre - Rolf Bjørn Backe, calciatore norvegese († 2012)
- 21 novembre - Bouke Beumer, politico olandese († 2022)
- 21 novembre - Jack Kehoe, attore statunitense († 2020)
- 21 novembre - Laurence Luckinbill, attore statunitense
- 21 novembre - Guido Messore, compositore, organista e direttore di coro italiano
- 21 novembre - Alberto Jover Piamonte, arcivescovo cattolico filippino († 1998)
- 21 novembre - William Píriz, ex calciatore uruguaiano
- 21 novembre - Quitman Sullins, cestista statunitense († 2019)
- 21 novembre - Logan Tait, cestista canadese († 2016)
- 21 novembre - Carl-Henning Wijkmark, scrittore svedese († 2020)
- 22 novembre - Manuel Corral, avvocato e religioso spagnolo († 2011)
- 22 novembre - Osamu Kobayashi, doppiatore giapponese († 2011)
- 22 novembre - Jackie Pretorius, pilota automobilistico sudafricano († 2009)
- 22 novembre - Basilio Reale, poeta italiano († 2011)
- 22 novembre - Östen Warnerbring, cantante svedese († 2006)
- 23 novembre - Rita R. Colwell, microbiologa e funzionaria statunitense
- 23 novembre - Lew Hoad, tennista australiano († 1994)
- 23 novembre - Mario Lunetta, scrittore italiano († 2017)
- 23 novembre - Michael Wayne, produttore cinematografico e attore statunitense († 2003)
- 23 novembre - Franco Oneta, fumettista italiano († 2016)
- 23 novembre - Emilio Ostorero, pilota motociclistico italiano († 2023)
- 23 novembre - Robert Towne, sceneggiatore, regista e produttore cinematografico statunitense († 2024)
- 23 novembre - Gerald J. Toomer, storico e storico della scienza britannico
- 24 novembre - Edward Aggrey-Fynn, calciatore e allenatore di calcio ghanese († 2005)
- 24 novembre - Klaus Bugdahl, ciclista su strada, pistard e dirigente sportivo tedesco († 2023)
- 24 novembre - Martin Charnin, regista e paroliere statunitense († 2019)
- 24 novembre - Sophie Daumier, attrice francese († 2003)
- 24 novembre - Giovanni Marigliano, paroliere italiano († 2011)
- 24 novembre - Shirley Pitts, truffatrice britannica († 1992)
- 24 novembre - Yvonne Rainer, artista e coreografa statunitense
- 24 novembre - Sergio Saroni, pittore italiano († 1991)
- 24 novembre - Al'fred Garrievič Šnitke, compositore e pianista russo († 1998)
- 24 novembre - Sven-Bertil Taube, attore e cantante svedese († 2022)
- 24 novembre - Freek Witte, cestista olandese († 2017)
- 25 novembre - Antonio Altomonte, scrittore e giornalista italiano († 1987)
- 25 novembre - Ann Davies, attrice britannica († 2022)
- 25 novembre - Vincenzo Guarna, scrittore italiano († 2005)
- 25 novembre - Marvin Rodríguez, allenatore di calcio e calciatore costaricano († 2017)
- 26 novembre - Gaspare Barbiellini Amidei, saggista, sociologo e giornalista italiano († 2007)
- 26 novembre - Barry Coe, attore statunitense († 2019)
- 26 novembre - Mona Hammond, attrice giamaicana († 2022)
- 26 novembre - Jerry Jameson, regista, produttore televisivo e montatore statunitense
- 26 novembre - Eugene Landy, psicologo statunitense († 2006)
- 26 novembre - Sergio Pollastrelli, politico italiano († 2025)
- 26 novembre - Ljudmila Ševcova, ex mezzofondista sovietica
- 27 novembre - Antoine Abel, scrittore seychellese († 2004)
- 27 novembre - Ammo Baba, allenatore di calcio e calciatore iracheno († 2009)
- 27 novembre - Harry A. Hoffner, assiriologo statunitense († 2015)
- 28 novembre - Fredy Brupbacher, sciatore alpino svizzero († 2018)
- 28 novembre - Pierre Joxe, magistrato e politico francese
- 28 novembre - René Libeer, pugile francese († 2006)
- 28 novembre - Claudio Olivieri, pittore e scultore italiano († 2019)
- 28 novembre - Roy Rea, calciatore nordirlandese († 2005)
- 28 novembre - Luciano Rossi, attore italiano († 2005)
- 28 novembre - Berno von Cramm, attore e doppiatore tedesco
- 29 novembre - Mary Carter, ex tennista australiana
- 29 novembre - Laura Conter, ex tuffatrice italiana
- 29 novembre - Terry Dyson, ex calciatore inglese
- 29 novembre - Shirō Kuramata, designer giapponese († 1991)
- 29 novembre - Willie Morris, giornalista e sceneggiatore statunitense († 1999)
- 29 novembre - Nicéphore Soglo, politico beninese
- 30 novembre - Amalia Ciardi Dupré, scultrice italiana († 2024)
- 30 novembre - Lansana Conté, politico e militare guineano († 2008)
- 30 novembre - Luiza Erundina, politica e attivista brasiliana
- 30 novembre - Judith Roberts, attrice statunitense
- 30 novembre - Gerhard Vogt, calciatore tedesco orientale († 2003)